# Du finns här
Du finns här är en psalm med text och musik skriven 1982 av Roland Utbult.

## Publicerad i
- Segertoner 1988 som nr 341 under rubriken "Fader, son och ande - Gud, vår Skapare och Fader".[1]